# Jimmy Mulisa
Jimmy Mulisa (n. 3 aprilie 1984) este un atacant rwandez de fotbal liber de contract. A fost legitimat la echipa română Ceahlăul Piatra Neamț.